# Källebäcken
Källebäcken är en bebyggelse i Habo kommun. Vid SCB ortsavgränsning 2020 klassades den som en småort.